# 苏帕蓬·尤多坎扎纳
苏帕蓬·尤多坎扎纳（汉名：黄明明，羅馬化：Suppapong Udomkaewkanjana，1998年4月17日—），昵称Saint，著名泰國男演員兼歌手，也是前Kiss Boys TH男團成员。

## 簡歷
1998年4月17日，Saint出生於泰國桐艾府，成長於泰國的華裔家庭，父母皆為華人，其中文名「黃明明」由祖父所取。
他在Tradtragarnkun School完成初中學業後，進入易三倉書院（Assumption College）就讀高中。中學畢業後，考入詩納卡寧威洛大學（Srinakharinwirot University）經濟學院，主修經濟學，並於後來順利畢業。
2018年，Saint因主演泰國BL劇《不期而愛》（Love by Chance）中Pete一角走紅，受到亞洲地區廣大粉絲的關注與喜愛。雖未參演續集《不期而愛2》，但在2020年播出的泰劇《緣來誓你》（Why R U?）中飾演個性鮮明的大學生Tutor，再次展現其演技實力。除演員身份外，Saint亦投身娛樂產業，於2020年4月創辦娛樂公司「Idol Factory」，擔任製作人及管理職務。
身高超過180公分，擁有俊俏外貌及治癒系笑容的他，深受泰國與華語圈粉絲喜愛。私下信奉佛教，時常透過社交平台分享修行與做功德的點滴。

## 影视作品

### 电影
| 年份   | 名称                    | 角色  | 备注 |
| ------ | ----------------------- | ----- | ---- |
| 2020年 | 《祈求你》              | Ohm   | 主角 |
| 2023年 | 《Death Is All Around》 | Thank | 主角 |

### 电视剧
| 年份   | 名称                              | 角色                 | 备注           |
| ------ | --------------------------------- | -------------------- | -------------- |
| 2018年 | 《不期而愛》                      | Pete                 | 主演           |
| 2019年 | 《2 Brother》                     | 同學                 | 客串           |
| 2019年 | 《因為想你》                      | Son                  | 主演           |
| 2019年 | 《吹落的树叶》                    | Chananthawat Siriwat | （Nira變性前） |
| 2019年 | 《來自星星的你》                  | 同學                 | 客串           |
| 2019年 | 《與愛同居》                      | Pete                 | 客串           |
| 2020年 | 《缘来誓你》                      | Tutor                | 主演           |
| 2021年 | 《搞怪女廚》                      | Max                  | 客串           |
| 2021年 | 《打架吧鬼神》                    | Aof                  | 主演           |
| 2022年 | 《屍厲學校：鬼話連篇 - 校園漫步》 | 波依德／Boyd         | 主演           |
| 2022年 | 《歌聲再起》                      | Sol                  | 主演           |
| 2022年 | 《非你默屬》                      | Thep                 | 客串           |
| 2022年 | 《粉红理论》                      | Phum                 | 客串（第12集） |
| 2023年 | 《預感訊號》                      | 不適用               | 客串（第12集） |
| 2024年 | 《名門紳士2：淑女之心之明月皎皎》 | Phum                 | 配角           |
| 2024年 | 《名門紳士2：淑女之心之純白之戀》 | Phum                 | 配角           |
| 2024年 | 《名門紳士2：淑女之心之圈愛仙計》 | Phum                 | 配角           |
| 2024年 | 《名門紳士2：淑女之心之萬生祈戀》 | Phum                 | 配角           |
| 待公布 | 《村長的甜心》                    | Jomkhwan             | 主角           |
| 待公布 | 《The Running of Love and Money》 | Yuan                 | 主角           |
| 待公布 | 《幸福》                          | Prat                 | 主角           |

## 外部連結
1. ↑  .   [2021-12-13].
2. ↑  .   [2021-01-08].
3. ↑  .   [2022-01-26].